# Gaspard Ulliel
Gaspard Ulliel (25. listopadu 1984 Boulogne-Billancourt – 19. ledna 2022 Grenoble) byl francouzský herec.
Byl nominován na Césara v roce 2003 za roli v Líbejte se, s kým je libo a v roce 2004 za roli ve snímku Zbloudilí. V roce 2005 získal Césara pro nejslibnějšího herce za roli v Příliš dlouhé zásnuby, kde hrál druhou hlavní roli s Audrey Tautouovou.
V roce 2017 získal Césara pro nejlepšího herce za ztvárnění hlavní role Louise ve filmu Je to jen konec světa.

## Osobní život

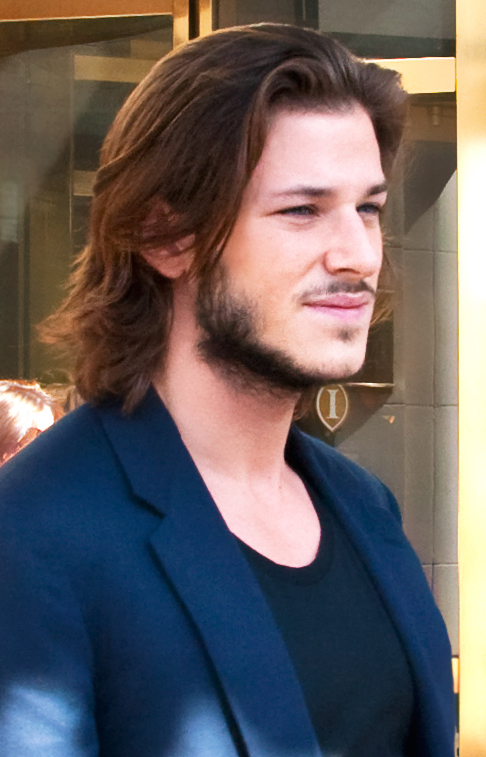
Ulliel v roce 2009

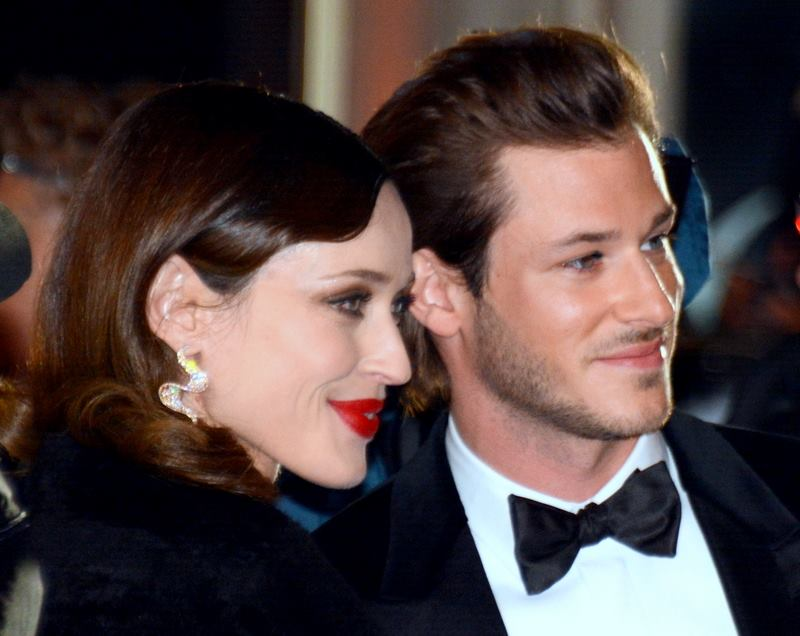
Herec se svou přítelkyní Gaëlle Pietri na předávání Césarů v roce 2015

Ovládal dobře angličtinu a mezi jeho nejoblíbenější koníčky patřily lyže.
V letech 2005 až 2007 chodil s herečkou Cécile Cassel. V roce 2007 měl krátký vztah s Charlotte Casiraghi a v letech 2008 až 2013 chodil s Jordane Crantelle.
Od roku 2013 byla jeho partnerkou francouzská herečka a modelka Gaëlle Piétri. V únoru 2016 se páru narodil syn.

## Filmografie

### Film
| Rok  | Název                                              | Role                 | Poznámky    |
| ---- | -------------------------------------------------- | -------------------- | ----------- |
| 1999 | Alias                                              | Nicolas Trajet       | krátký film |
| 2001 | Bratrstvo vlků – Hon na bestii                     | Louis                |             |
| 2002 | Líbejte se, s kým je libo                          | Loïc                 |             |
| 2003 | Zbloudilí                                          | Yvan                 |             |
| 2004 | The Tulse Luper Suitcases, Part 2: Vaux to the Sea | Leon                 |             |
| 2004 | Příliš dlouhé zásnuby                              | Manech Langonnet     |             |
| 2004 | Le Dernier Jour                                    | Simon                |             |
| 2005 | La Maison de Nina                                  | Izik                 |             |
| 2006 | Paříži, miluji tě                                  | Gaspard              |             |
| 2007 | Zkáza zámku Herm                                   | Jacquou              |             |
| 2007 | Hannibal – Zrození                                 | Hannibal Lecter      |             |
| 2007 | L'Inconnu                                          |                      | krátký film |
| 2008 | La Troisième partie du monde                       | François             |             |
| 2008 | Un barrage contre le Pacifique                     | Joseph               |             |
| 2009 | Krev mojí krve                                     | Anton Malakian       |             |
| 2009 | La veine du vigneron                               |                      |             |
| 2009 | Ultimatum                                          | Nathanaël            |             |
| 2010 | Princezna z Montpensier                            | Jindřich I. de Guise |             |
| 2011 | Umění milovat                                      | William              |             |
| 2012 | Mes amours décomposé(s)                            |                      | krátký film |
| 2012 | Tu honoreras ta mère et ta mère                    | Balthazar            |             |
| 2014 | Saint Laurent                                      | Yves Saint-Laurent   |             |
| 2016 | Je to jen konec světa                              | Louis                |             |
| 2016 | Tanečnice                                          | hrabě Louis d'Orsay  |             |
| 2017 | Ordeal                                             | Jean                 | krátký film |
| 2018 | Eva                                                | Bertrand Valade      |             |
| 2018 | Až na konec světa                                  | Robert Tassen        |             |
| 2018 | 9 prstů                                            | Doktor               |             |
| 2018 | Un Peuple et son roi                               | Basile               |             |
| 2019 | Sibyl                                              | Igor                 |             |

### Televize
| Rok  | Název                         | Role                | Poznámky       |
| ---- | ----------------------------- | ------------------- | -------------- |
| 1997 | Mission protection rapprochée | Olivier Rousseau    | 1 díl          |
| 1998 | Bonnes vacances               | Joël                | Televizní film |
| 1999 | Le Refuge                     | Quentin             | 1 díl          |
| 1999 | La Bascule                    | Olivier Baron       | Televizní film |
| 1999 | Juliette                      | Nicolas Dastier     | Televizní film |
| 2000 | Julien l'apprenti             | Julien ve 14 letech | Televizní film |
| 2000 | Vzácný ptáček                 | Gaspard             | Televizní film |
| 2004 | Navarro                       | Thierry Morlaas     | 1 díl          |
| 2009 | Myster Mocky présente         | různé role          | 1 díl          |
| 2016 | Roger Vadim                   | vypravěč            | Televizní film |
| 2018 | Il était une seconde fois     | Vincent Dauda       |                |